# Chapelle du collège des Oratoriens de Dieppe
La chapelle du collège des Oratoriens de Dieppe, construite au XVIIe siècle, est contemporaine de la révocation de l'édit de Nantes en 1688 par l'édit de Fontainebleau, qui contraint les protestants à l'exil. Il s'agit alors de réaffirmer la prédominance de la foi catholique sur Dieppe, qui était un bastion protestant. 
C'est dans cette chapelle qu'officia pour la première fois Richard Simon.

## Rôle des oratoriens dans l'histoire de Dieppe

### Le rôle social des oratoriens
Les oratoriens ou congrégation de l'Oratoire (du nom de l'oratoire du Louvre à Paris, à l'origine église catholique, aujourd'hui temple protestant) sont des religieux dont l'ordre fut fondé par saint Philippe Néri au XVIIe siècle. Après avoir été un ordre pauvre, il se spécialise dans l’éducation des jeunes gens de la bourgeoisie et de la petite noblesse, concurrençant l'ordre des jésuites fondé par saint Ignace de Loyola au XVIe siècle.

### Spécificités dieppoises de l'ordre
La spécificité des oratoriens à Dieppe est le souci qu'ils accordent à l’exégèse biblique. Bon nombre de grandes figures catholiques furent formées par les oratoriens, à commencer par Richard Simon, natif de Dieppe et membre du collège des oratoriens de cette ville. Richard Simon est considéré aujourd'hui dans les milieux universitaires comme la modernité même de l’exégèse biblique.

## Architecture

### Architecture mauriste
La chapelle offre un exemple du style architectural mauriste de la fin du XVIIe siècle. Inspirée par le dépouillement que prônaient alors les membres de la congrégation de Saint-Maur dont elle tire son nom, cette architecture faite de lignes, épurée et austère, contraste avec l'exubérance du baroque auquel elle succède.

### Vicissitudes de l'édifice
L’édifice fut construit en 1614, mais détruit lors du bombardement de Dieppe en 1694 lors de la guerre de la Ligue d'Augsbourg. Il s'agit donc d'une reconstruction.
La chapelle fut édifiée à l'emplacement de la maison de Jehan Ango, grand armateur du XVIe siècle qui fit fortune dans le commerce avec les Indes orientales, actuellement l’Indonésie. Grand amateur de spiritueux, celui-ci avait fait construire des caves dont les celliers, avec leurs alambics, subsistent à ce jour sous la chapelle.

## Note et référence
1. ↑  Association du patrimoine religieux, « La chapelle de l'ancien collège des oratoriens », sur patrimoine-religieux.fr, 16 novembre 1990 (consulté le 19 août 2020).
2. ↑  Luc Daireaux, « Réduire les huguenots ». Protestants et pouvoirs en Normandie au XVIIe siècle, Paris, Honoré Champion, 2010 (lire en ligne)
3. ↑  Yves Krumenacker, « Les temples protestants français, XVIe – XVIIe siècles », Chrétiens et sociétés. XVIe – XXIe siècles, no spécial I,‎ 21 mars 2011, p. 131–154 (ISSN 1257-127X, DOI 10.4000/chretienssocietes.2736, lire en ligne, consulté le 19 août 2020)
4. ↑  Encyclopædia Universalis, « Oratoire de Jésus ou Oratoire de France », sur Encyclopædia Universalis (consulté le 19 août 2020).
5. ↑  Philippe Braunstein, L'Oratoire du Louvre et les protestants parisiens, Genève/Paris, Labor et Fides, 2011, 349 p. (ISBN 978-2-8309-1432-0, lire en ligne)
6. ↑  Charles Hauter, « Ponnelle, Louis et Bordet, Louis, Saint Philippe Néri et la société romaine de son temps. Avec lettre-préface de Mgr Baudrillart. Bloud, Paris, 1928 », Revue d'Histoire et de Philosophie religieuses, vol. 9, no 3,‎ 1929, p. 273–274 (lire en ligne, consulté le 19 août 2020)
7. ↑  Willem Frijhoff et Dominique Julia, « Les oratoriens de France sous l'Ancien régime. Premiers résultats d'une enquête », Revue d'histoire de l'Église de France, vol. 65, no 175,‎ 1979, p. 225–265 (DOI 10.3406/rhef.1979.1642, lire en ligne, consulté le 19 août 2020)
8. ↑  Auguste Bernus, Richard Simon et son Histoire critique du Vieux Testament : la critique biblique au siècle de Louis XIV, Impr. G. Bridel, 1869 (lire en ligne)
9. ↑  Jacques Le Brun, « François Laplanche et l'histoire de l'exégèse », sur Archives de sciences sociales des religions, 20 octobre 2014 (consulté le 19 août 2020).
10. ↑  Frédérique Lemerle et Yves Pauwels, L'Architecture au temps du baroque : 1600-1750, Flammarion, 2008 (lire en ligne)
11. ↑  Émilie Roffidal, « Architecture et décor sculpté au XVIIIe siècle », dans L'abbaye de Lagrasse. Mille ans de sculpture, Nouvelles Presses du Languedoc, 2008 (lire en ligne), p. 179–191
12. ↑  Alexandre Bouteiller, Histoire de la ville de Dieppe depuis son origine jusqu'à nos jours, Delevoye, 1878 (lire en ligne)
13. ↑  « Jean Ango: Life History of a Legend. - ProQuest », sur search.proquest.com (consulté le 19 août 2020).
14. ↑  « Église – Cathédrale – Basilique – Chapelle - Chapelle de l'ancien Collège des Oratoriens - Dieppe », sur petitfute.com (consulté le 19 août 2020).